# Rural Retreat
Rural Retreat – miasto w Stanach Zjednoczonych, w stanie Wirginia, w hrabstwie Wythe.